# Lepitrichula ruandana
Lepitrichula ruandana är en skalbaggsart som beskrevs av Schein 1956. Lepitrichula ruandana ingår i släktet Lepitrichula och familjen Melolonthidae. Inga underarter finns listade i Catalogue of Life.